# Château de Montconon
Le château de Montconon (Montis Cononi), est une maison forte, qui se dresse sur la commune d'Alby-sur-Chéran, dans le département de la Haute-Savoie, en région Auvergne-Rhône-Alpes.
Il était l'un des sept châteaux, avec Châteauvieux, Le Donjon, Montdésir, Montpon, Montvuagnard et Pierrecharve, qui assuraient la défense d'Alby.
Ces châteaux constituaient un système défensif permettant de contrôler le passage du torrent.

## Situation
Le château de Montconon se dresse à 2 kilomètres au sud du bourg, à la limite de Saint-Maurice et d'Héry, à une certaine distance de la rive gauche du Chéran au bord d'un ravin, opposé au château de Pierrecharve.

## Historique
Il est au XVe siècle la possession de la famille de Montconon. Vers 1450, François de Montconon épouse Guillermette de Menthon-Lornay. Leur fille, Marie, épousa André ou Antoine Richard de Vons († 1489), devenant ainsi seigneur de Montconon. Le dernier de ses trois fils, Humbert, écuyer, épouse Françoise de Macognin (Albens).
En 1565, Jacquemine Portier, veuve d'Antoine de Montconon et Françoise de Macognin, veuve d'Humbert de Montconon font une convention avec Alexandre de Montvuagnard et Barthélemy de Montfalcon pour le mariage de ce dernier avec Clauda Brunier, veuve de Louis Portier et fille d'Antoine de Montconon. À la suite de ce mariage, Barthélemy de Montfalcon est dit seigneur de Montconon. En 1577, Marie dit de Montconon, fille de feu Antoine Regard, épouse Milliet, châtelain de Rumilly. En 1589, Jean de la Palud est seigneur de Macognin et de Montconon.
En 1612, Marguerite de Pelard épouse Jean Chachalieu, seigneur de la Touche et de Montconon. Une de leurs filles, Angeline, est marraine à Alby en 1647. Le 6 mai 1621, François, seigneur de Mollaret, fils de Jean, épouse, avec un contrat dotal de 10 000 florins, Marguerite-Suzanne Pelard, fille de  Jacques, seigneur du Châteauvieux d'Alby, veuve en premières noces de Jean de la Touche dont elle n'eut pas de garçons. De ce mariage naquis : Jacqueline, mariée à François d'Albert d'Hauterive, laquelle teste en 1680 ; Claudine ; Mauris et Pierre qui teste en 1652 en faveur de sa belle-mère mademoiselle de Montpon.
François de Juge se remarie, avant 1658, avec Marie de la Faverge de Montpon, fille de Louis II et de Claudine Milliet, laquelle mourut à Alby, le 9 mars 1693, après avoir eu cinq enfants de ce mariage : Joseph, né le 20 mars 1600, marié le 8 novembre 1694 à Marie de Bracorand dont il eut deux enfants : Bernardine, mariée au seigneur Claude Thomasset, de qui fut acheté le fief de Montquenon, le 31 mai 1752, par convention de main privée pour 500 livres et Michel, mort à Turin dans les Gardes du Corps.
En 1701, Marie de Bracorand, petite-fille de Bernardine de la Faverge de Montpon, mariée à Christophe de Bracorens, puis femme de Joseph de Montconon, hérite avec son fils Michel.
Sur la mappe de 1738, la propriété de Montconon est portée au nom de Philibert de Montpon, commandeur et payait 45 livres de tailles. À la Révolution, elle est entre les mains de la famille de La Faverge. En 1801, à la mort du dernier des La Faverge, le château échoit à la famille de Thiollaz, jusqu'à sa vente, en 1900, à Jean Lansard de Marigny. La famille Lansard continue toujours à y vivre. 

## Description
La maison forte, dont les murs d'enceinte ont été rasés au niveau du sol, comme à Montdésir, s'éclairait par des fenêtres romanes très hautes et très étroites. Elle a été rénovée et est maintenant habitable. 